# Frise (Somme)
Frise település Franciaországban, Somme megyében. Lakosainak száma 176 fő (2022. január 1.). Frise Dompierre-Becquincourt, Cappy, Curlu, Éclusier-Vaux, Feuillères, Hem-Monacu és Herbécourt községekkel határos.

## Népesség
A település népességének változása:
| Lakosok száma | 191  | 191  | 192  | 183  | 181  | 180  | 178  | 176  | 176  |
|               | 2013 | 2015 | 2016 | 2017 | 2018 | 2019 | 2020 | 2021 | 2022 |